# Cuticle Tantei Inaba
Cuticle Tantei Inaba (キューティクル探偵因幡 Kyūtikuru Tantei Inaba?) es una serie de manga japonesa escrita e ilustrada por Mochi. Fue serializado en Monthly GFantasy de Square Enix desde agosto de 2007 hasta enero de 2017, con sus capítulos recopilados en 19 volúmenes tankōbon. De enero a marzo de 2013 se transmitió una adaptación de la serie de televisión de anime de 12 episodios producida por Zexcs.

## Sinopsis
La historia gira en torno a Hiroshi Inaba, un ser mitad humano y mitad lobo genéticamente alterado. Inaba también es un detective privado, que dirige su agencia con la ayuda de su secretaria travesti, Yuuta y su asistente adolescente "mayormente normal" Kei. La trama se centra principalmente en la pandilla que intenta arrestar a Don Valentino, una cabra malvada que come dinero.

## Personajes

### Agencia de Detectives Inaba
Hiroshi Inaba (因幡 洋 Inaba Hiroshi?)
 Seiyū: Tomokazu Seki (audio drama), Junichi Suwabe (anime, adulto), Natsumi Takamori (anime, joven), Tommy Rojas (español latino)
Kei Nozaki (野崎 圭 Nozaki Kei?)
 Seiyū: Shinnosuke Tachibana (audio drama), Miyu Irino (anime), Alberto Bernal (español latino)
Yūta Sasaki (佐々木 優太 Sasaki Yūta?)
 Seiyū: Chiwa Saitō (audio drama), Asami Shimoda (anime), Desireé González (español latino)

### Departamento de Policía
Kuniharu Ogino (荻野 邦治 Ogino Kuniharu?)
 Seiyū: Hiroki Tōchi (audio drama), Toshiyuki Morikawa (anime), Daniel del Roble (español latino)
Yuzuki Ogata (緒方 柚樹 Ogata Yuzuki?)
 Seiyū: Ryōtarō Okiayu (audio drama), Kōsuke Toriumi (anime), Víctor Ruiz (español latino)
Stella (ステラ Sutera?)
 Seiyū: Ayana Taketatsu (audio drama), Ai Fukada (anime), Leslie Gil (español latino)

### Mafia de la familia Valentino
Don Valentino (首領 ヴァレンティーノ Don Baarentiino?)
 Seiyū: Shigeru Chiba (audio drama), Tōru Ōkawa (anime), Juan Alfonso Carralero (español latino)
Lorenzo (ロレンツォ Rorenzō?)
 Seiyū: Masashi Ebara (audio drama), Jūrōta Kosugi (anime), Jorge Roig Jr. (español latino)
Gabriella (ガブリエラ Gaburiera?)
 Seiyū: Yuko Kaida (audio drama), Yōko Hikasa (anime), Luz Menchaca (español latino)
Noah (ノア Noa?)
 Seiyū: Yuki Matsuoka (audio drama), Yuiko Tatsumi (anime), Noemí Luna (español latino)

### NORA
Haruka Inaba (因幡 遥 Inaba Haruka?)
 Seiyū: Junko Minagawa (audio drama), Mitsuki Saiga (anime), Alejandra Delint (español latino)
Sōmei Inaba (聡明さん?)
 Seiyū: Takehito Koyasu, Christian Strempler (español latino)
Natsuki (夏輝?)
 Seiyū: Kanae Oki (audio drama), Asami Seto (anime), Dolores Mondragón (español latino)
Yataro Shinozuka (弥太郎?)
 Seiyū: Takahiro Sakurai (audio drama), Tomokazu Sugita (anime), Gabo Juárez (español latino)
Akiyoshi (秋吉?)
 Seiyū: Shintaro Asanuma (anime), Eleazar Muñoz (español latino)

## Media

### Manga
El manga fue escrito e ilustrado por Mochi, Cuticle Tantei Inaba fue serializado en la revista de manga shōnen Monthly GFantasy de Square Enix del 18 de agosto de 2007 al 18 de enero de 2017. Se publicó un capítulo especial en la revista el 18 de marzo de 2017. Square Enix recopiló sus capítulos en diecinueve volúmenes de tankōbon, publicados del 27 de marzo de 2008 al 27 de junio de 2017.

### Anime
Una adaptación de la serie de televisión de anime de 12 episodios producida por Zexcs se transmitió en AT-X del 4 de enero al 22 de marzo de 2013. El tema de apertura es "Far Away, In the Everydays" de Junichi Suwabe, mientras que el tema final es "Prima Stella" por Tōru Ōkawa. Fue licenciado por Sentai Filmworks en América del Norte y Anime Onegai en América Latina.